# Pistola Campo Giro
La Campo Giro fue una pistola semiautomática que empleaba el cartucho 9 mm Largo, oficial en el ejército español entre los años 1912 hasta 1921, cuando fue sustituida por la Astra 400. Existieron dos modelos diferentes el Modelo 1913 y el Modelo 1913-1916, este último sustituyó como reglamentaria en el ejército al anterior en el año 1916.
La pistola Campo Giro fue inventada y desarrollada por Venancio López de Ceballos y Aguirre, III Conde de Campo Giro y militar en el año 1905 y en 1913 cedió los permisos de fabricación a la empresa de armas Esperanza y Unceta ubicada en la localidad vizcaína de Guernica y Luno en el País Vasco en España. Toma el nombre del condado de su inventor "Campo Giro", un lugar próximo a la ciudad de Santander en Cantabria, donde había nacido en la localidad de Peñacastillo.

## Historia
Después de una larga carrera militar en 1904 Venancio López de Ceballos y Aguirre comienza a desarrollar una pistola con el propósito de hacerla reglamentaria en el ejército español, teniendo así en el servicio un arma netamente española.
En 1904 realiza en la Fábrica de Armas Portátiles de Oviedo el primer prototipo de una pistola en la que estaba trabajando. Aun cuando Venancio López de Ceballos no tenía estudios de ingeniería desarrolló una ardua labor en la que tuvo que emplear conocimientos de materiales y similares.
Del primer prototipo se hicieron tres variantes que se distinguían por modificaciones en el martillo percutor y en la forma del armazón de la empuñadura, todas ellas cubiertas por la patente 
N.º 34.798 de 1904. se pensó en fabricar el arma para emplear los cartuchos 7,65 x 17 Browning, 9 mm Corto, 9 mm Largo Bergmann y .45 ACP. Se presentó el 25 de enero de 1905.
El 30 de junio de 1912 una comisión del ejército da buenos informes del arma y el 24 de septiembre de ese mismo año un Real Decreto la designa pistola reglamentaria de las fuerzas armadas españolas. El 4 de enero de 1914 otro Real Decreto especifica que la pistola reglamentaria es la "pistola Campo-Giro, de 9 mm., Modelo 1913" con el nombre Pist. Aut. mod.1913, siéndolo hasta 1921. Aun así su producción fue escasa hasta 1916. En 1917 se declara reglamentaria el perfeccionado Modelo 1913-16; se habían introducido una serie de modificaciones que propuso el ejército. Esta pistola daría paso, en 1921, a la Astra 400 denominada popularmente "puro" por la forma cilíndrica de la funda de su cañón.
En 1913 Venancio López de Ceballos acuerda con Juan Esperanza y Pedro Unceta la fabricación del arma en su factoría recién trasladada a la localidad vizcaína de Guernica y Luno. Esperanza y Unceta se hacen con todos los derechos sobre la pistola a la muerte de su diseñador. De esta pistola se fabricaron más de 13.000 ejemplares.
Venancio López de Ceballos realizó varias patentes más, así en 1911 patenta una carabina semiautomática. En 1912 obtuvo un diseño registrado de una pistola y en noviembre de ese año presentó otra patente para una pistola Sistema Campo-Giro con amortiguador de choque en el retroceso.
Del prototipo inicial, que se denomina "modelo 1912" se realizaron un número indeterminado de piezas. Tras varias mejoras del mismo se concreta el "modelo 1913" de calibre 9 mm que es el que se oficializa en el ejército. Esperanza y Unceta fabrica durante 1914 1300 pistolas de este modelo antes de incluir nuevas mejoras. De estas 1300 unidades 960 fueron para el ejército y 340 para la venta pública. La Primera Guerra Mundial incrementa la producción de la pistola Ruby en detrimento de la Campo Giro. El 16 de septiembre de 1916 se decreta que el "modelo 1913 1916" sea el oficial del ejército español. De este modelo se realizaron solo en el año 1919 13.625 piezas.

## Modelos

### Modelo 1913
Basándose en el sistema de retroceso de masas (Blowback) Venancio López de Ceballos diseña un sistema un tanto complejo. Esta semiautomática tiene el cañón fijo y resorte interno se sitúa alrededor del cañón utilizándolo como guía. El sistema no requiere el acerrojamiento y la recámara comienza su apertura inmediatamente después de producirse el disparo. Un pequeño muelle situado bajo el cañón retrasa un poco la apertura de la recámara. Las ranuras de asimiento de la corredera están encima del guardamonte. El cañón tiene la anima rayada y el cargador puede alojar hasta 8 cartuchos de 9 mm.
Este sistema de retroceso demorado era inusual para un arma de cartucho militar de largo alcance. El cartucho 9 mm Largo tiene un potente retroceso que es el que usa el muelle recuperador para mover el cerrojo. Para amortiguar el retroceso y hacer más cómodo el uso del arma se introduce un muelle debajo del cañón que además retrasa la apertura de la recámara. Se usaba un martillo percutor externo y la ventana de eyección de la vaina se sitúa en la parte superior como en la Bergmann-Bayard. Tenía el seguro en la empuñadura delante del guardamonte, lo que permite un mayor tiempo para el montaje del cañón. El cargador se libera mediante una palanca de forma oval situada detrás del guardamonte y delante de la parte delantera de la empuñadura. La mira se fija en el bastidor mediante una cuña transversal detrás de la recámara que a su vez se mantiene en su lugar por el percutor.
Esta pistola tiene una longitud de 225 mm, pesa unos 900 gramos sin cartuchos y podía cargar hasta 8 cartuchos. La velocidad de salida del proyectil era superior a la que proporcionaba la Bergmann-Bayard debido a que la longitud del cañón esa superior a esa arma. La Campo Giro tiene un cañón de 165 mm de largo. Esta pistola era precisa y fiable pero difícil de desmontar.

### Modelo 1913-1916
Venancio López de Ceballos introduce una serie de mejoras, algunas de ellas propuestas por el propio ejército, en el modelo 1913. Estas mejoras se fueron patentado los años 1913, 1914 y 1915. Principalmente se mejora la distribución de las piezas del mecanismo y se introduce un amortiguador de retroceso mediante un pequeño muelle debajo del cañón que hacía más cómodo su uso y disminuía la fatiga del armazón. También se traslada del reten del cargador y se introduce un tornillo adicional en la empuñadura.
Debido a la Primera Guerra Mundial se suspendió el suministro del cuerno de búfalo que se usaba para las cachas de la empuñadura y estas se hicieron de madera. Este modelo fue el predecesor de la Astra 400, o Modelo 1921, que se adoptó de forma oficial en el ejército español en 1921. Durante la guerra civil española fue una pistola muy usada.

### Características
- Tipo de arma: Arma corta reglamentaria. Pistola automática
- Autor Fabricante: Fabricada por Esperanza y Unceta, de Guernica. La patente de esta arma pertenece a Venancio López de Ceballos y Aguirre, III Conde de Campo Giro.
- Tipo de Acción: Cierre por masa de inercia.
- Anima: estriada, con 6 estrías dextrógiras.
- Calibre: 9 mm
- Tipo de proyectil: Ojival.
- Cartucho: 9 x 23 Largo.
- Capacidad: 8 cartuchos.
- Velocidad s/proyectil: 360 m/s.
- Longitud: 225 mm. - 240 mm
- Longitud del Cañón: 165 mm - 170 mm
- Peso: 1000 g - 1100 g

Sus características son:
| Calibre | Cañón  | Munición   | Cargador    | Alcance efectivo | Alcance máximo | Presión de la cámara inferior | Energía de boca | Velocidad inicial |
| ------- | ------ | ---------- | ----------- | ---------------- | -------------- | ----------------------------- | --------------- | ----------------- |
| 9 mm    | 140 mm | 9 mm Largo | 8 cartuchos | 50 m             | 2000 m         | 2500 Kp/cm²                   | KPM 53          | 355 m/s           |

## La munición
La munición usada por las pistolas Campo Giro era similar al 9 mm Largo que producía la empresa La Pirotecnia Militar de Sevilla desde 1907 que llegó a denominarse 9 mm Campo Giro. Esta munición ha sido polémica debido a que convivió con la pistola Bergmann del mismo calibre y deriva de ella la primera Bergmann-Bayard de 9 mm Largo. Pero no hay constancia alguna de que haya habido influencias de una pistola en la otra. El 9 mm Campo Giro realmente existió, con unas características balísticas completamente diferentes del 9 mm Bergmann.
Aunque se ha creído que la Campo Giro fue calibrada para el 9 mm Bergmann, la memoria descriptiva de la pistola automática Campo Giro Calibre 9 mm patente número 34.798. - 1904 que fue publicada por Venancio López de Ceballos en el "Memorial de Artillería" en junio de 1906 (año 61, serie V, Tomo I) expone que balísticamente tenía poco parecido con el 9 mm Bergmann mod. 1903.
Características del cartucho
- Cartucho : Calibre 8,81 mm. De guerra. Tipo Campo Giro. Ordinario. Modelo 1913. Longitud: 32 mm. Peso: 12,92 g.
- Bala : Con punta redonda y roma. Encamisada con cuproníquel. Núcleo de plomo antimonioso. Longitud: 16 mm. Diámetro 9,1 mm. Peso: 128 granos.
- Cápsula fulminante : Tipo Berdan. 18 mg de mezcla explosiva. Latón 72/28. Diámetro: 4,5 mm. Peso: 2,31 granos.
- Vaina : Sin pestaña, ranurada. Latón 72/28. Longitud: 23 mm. Peso: 63,27 granos.
- Pólvora : Carga propulsora de 41 g (6,17 granos) de pólvora sin humo en tiras, de combustión progresiva y una base.
- Características balísticas : Velocidad inicial: 355 m/s. Energía en boca 53 Mpm. Presión en la recámara menor a 2500 Kp/cm². Alcance máximo: 2000 m Alcance efectivo: 50 m. Puede perforar 10 cm de madera de pino a 50 metros.